# Tomasz Szubiela
Tomasz Adam Szubiela (ur. 24 lipca 1972) – polski menedżer i urzędnik państwowy, w latach 2014–2015 podsekretarz stanu w Ministerstwie Spraw Wewnętrznych.

## Życiorys
W 1998 ukończył studia z administracji na Uniwersytecie Marii Curie-Skłodowskiej w Lublinie. Absolwent studiów typu Executive MBA. Pracował następnie jako menedżer w firmach z branży telekomunikacyjnej i informatycznej: Pro Futuro (2001–2006), Netii (2006–2007) i Linxtelecom (2007–2009). W 2009 objął stanowisko dyrektora Departamentu LNG w Gaz-Systemie, odpowiedzialnego za rozbudowę gazoportu w Świnoujściu. W 2012 przeszedł na fotel dyrektora zarządzającego i prokurenta w Polskim LNG.
9 czerwca 2014 powołany na stanowisko podsekretarza stanu w Ministerstwie Spraw Wewnętrznych, odpowiedzialnego za cyberbezpieczeństwo, rejestry państwowe i systemy informatyczne (w tym za projekty pl.ID i CEPiK 2.0 oraz modernizację bazy PESEL). Odwołany z funkcji 2 lipca 2015. Powrócił następnie do pracy w Gaz-Systemie i Polskim LNG na poprzednich stanowiskach.
27 września 2022 został odznaczony Krzyżem Komandorskim Orderu Odrodzenia Polski za wybitne zasługi w działalności na rzecz wzmacniania bezpieczeństwa energetycznego Polski
Żonaty, ma dwoje dzieci.